# Мерцбахер, Готфрид
Готфрид Мерцбахер (нем. Gottfried Merzbacher, 9 декабря 1843, Байерсдорф, Германия — 14 апреля 1926, Мюнхен, Германия) — известный немецкий географ, картограф и альпинист, родился в небольшом поселке Байерсдорф (нем. Baiersdorf) в средней Франконии. Еврей по происхождению.

## Биография
Готфрид Мерцбахер родился в семье Маркуса Мерцбахера, торговца мехами. Окончив школу Готфрид, решив пойти по стопам отца, получает специальность скорняка. В дальнейшем, для совершенствования своих профессиональных знаний, он обучается в Париже, Лондоне и Санкт-Петербурге. Путешествие по Европе позволило ему почти в совершенстве овладеть французским, русским и английским языками.
В 1868 году Мерцбахер открывает собственный меховой магазин. Получив имущественную самостоятельность, он отдал все свои силы альпинизму и исследованиям в области географии. Его торговые пути в Италию, на Пиренеи и Северную Африку сопровождались исследованием горных массивов. В 1870 году Мерцбахер совершил первое своё восхождение, пройдя по альпийским высотам. Известность как альпинисту ему принес одиночный подъём на, ещё ни кем до этого не покоренную, вершину Тотенкирх. Дорога по которой проходил альпинист сейчас носит название «Путь Мерцбахера».
1888 году Готфрид продал свою меховую фирму. Теперь все усилия он смог направить на географические исследования. Через три года он проводит экспедицию по Кавказским горам, покоряет Казбек, Эльбрус, Тетнульд, Терскол. Первым поднимается на Доносмту, Донгузоруну и Адаллу. В честь Мерцбахера были названы некоторые горные перевалы Кавказа. После окончания экспедиции выходит его двухтомник «Aus den Hochregionen des Kaukasus», а также работы по этнографии карачаевцев и балкарцев. Вернувшись на родину, Мерцбахер учреждает германо-кавказский клуб.
В 1892 году Готфрид Мерцбахер возглавил новую экспедицию, на этот раз он намерен подняться на вершину Хан-Тенгри, в горной системе Тянь-Шаня. Покорить гору ему не удалось. Пренебрегая опытом других альпинистов, он решил идти из верховьев реки Баянкол, в результате чего вышел на тупик.
Повторное восшествие на Тянь-Шань Мерцбахер совершил только спустя десять лет. Достигнув подножья Хан-Тенгри, альпинист решил завершить своё восхождение. Больше попыток покорить вершину он не предпринимал. В ходе этой экспедиции был открыт самый большой в мире ледник Иныльчек, а также озеро расположенное на высоте 3500 метров, которое сейчас носит имя географа-первооткрывателя.
В 1907 году философским факультетом Мюнхенского университета, ему было присвоено звание профессора. В 1910 году награждён Императорским Русским географическим обществом золотой медалью имени Петра Петровича Семёнова-Тян-Шанского.
Готфрид Мерцбахер умер 14 апреля 1926 года на 82-м году жизни. Свои работы, которые насчитывали около 1000 страниц документов, географ подарил Баварской государственной библиотеке.
В 1928 году именем ученого названа одна из улиц Мюнхена, которая сохранила своё наименование даже после указания немецких властей «о переименовании еврейских улиц».
Готфрид Мерцбахер был награждён баварской Золотой медалью принца Людвига, российским орденом Станислава 2-го класса, медалью Семенова-Тянь-Шанского и другими наградами.